# Cédric Gay

a Compétitions nationales et continentales officielles uniquement.

b Matchs officiels uniquement.
Cédric Gay, né le 12 mars 1982 à Tonneins est un joueur français de rugby à XIII. Il évolue au poste de troisième ligne ou de talonneur.
Au cours de sa carrière, il joue sous les couleurs de Tonneins et de Toulouse, et compte quatre sélections en équipe de France avec laquelle il remporte un titre de Coupe d'Europe des nations en 2005.

## Biographie
Composition de Toulouse :

## Palmarès
- Collectif :
  - Vainqueur de la Coupe d'Europe des nations : 2005 (France).
  - Finaliste du Championnat de France : 2005 et 2006 (Toulouse).

### Détails en sélection
| 1. | 1er novembre 2003 | Irlande          | 26-18 | Coupe d'Europe | Talonneur  | - | - | - | - |
| 2. | 11 novembre 2004  | Nouvelle-Zélande | 20-24 | Test-match     | Remplaçant | - | - | - | - |
| 3. | 16 octobre 2005   | Russie           | 80-0  | Coupe d'Europe | Talonneur  | - | - | - | - |
| 4. | 30 octobre 2005   | Géorgie          | 60-0  | Coupe d'Europe | Remplaçant | - | - | - | - |